# Resolutie 1728 Veiligheidsraad Verenigde Naties
Resolutie 1728 van de Veiligheidsraad van de Verenigde Naties werd op 15 december 2006 unaniem aangenomen door de VN-Veiligheidsraad en verlengde de VN-vredesmissie op Cyprus met een half jaar.

## Achtergrond
Nadat in 1964 geweld was uitgebroken tussen de Griekse en Turkse bevolkingsgroep op Cyprus stationeerden de VN de UNFICYP-vredesmacht op het eiland. Die macht wordt sindsdien om het half jaar verlengd. In 1974 bezette Turkije het noorden van Cyprus na een Griekse poging tot staatsgreep. In 1983 werd dat noordelijke deel met Turkse steun van Cyprus afgescheurd. Midden 1990 begon het toetredingsproces van (Grieks-)Cyprus tot de Europese Unie, maar de EU erkent de Turkse Republiek Noord-Cyprus niet.

## Inhoud

### Waarnemingen
Volgens de secretaris-generaal bleef de situatie rond de Groene Lijn in Cyprus rustig. Bij beide partijen werd er wel op aangedrongen de spanningen niet te doen oplopen. Er waren namelijk conflicten gerezen over landbouw en bouwwerken in de bufferzone. Het debat over de toekomst van het eiland haperde en de sfeer ging achteruit.

### Handelingen
De Veiligheidsraad verlengde het mandaat van UNFICYP tot 15 juni 2007.
Bij de Turks-Cyprioten en het Turkse leger werd er wederom op aangedrongen het militaire status quo in Strovilia van voor 30 juni 2000 te herstellen.
Ten slotte moedigde de Veiligheidsraad actieve deelname aan de communautaire gesprekken aan.

## Verwante resoluties
- Resolutie 1642 Veiligheidsraad Verenigde Naties (2005)
- Resolutie 1687 Veiligheidsraad Verenigde Naties
- Resolutie 1758 Veiligheidsraad Verenigde Naties (2007)
- Resolutie 1789 Veiligheidsraad Verenigde Naties (2007)

Lijst ·  1652 ·  1653 ·  1654 ·  1655 ·  1656 ·  1657 ·  1658 ·  1659 ·  1660 ·  1661 ·  1662 ·  1663 ·  1664 ·  1665 ·  1666 ·  1667 ·  1668 ·  1669 ·  1670 ·  1671 ·  1672 ·  1673 ·  1674 ·  1675 ·  1676 ·  1677 ·  1678 ·  1679 ·  1680 ·  1681 ·  1682 ·  1683 ·  1684 ·  1685 ·  1686 ·  1687 ·  1688 ·  1689 ·  1690 ·  1691 ·  1692 ·  1693 ·  1694 ·  1695 ·  1696 ·  1697 ·  1698 ·  1699 ·  1700 ·  1701 ·  1702 ·  1703 ·  1704 ·  1705 ·  1706 ·  1707 ·  1708 ·  1709 ·  1710 ·  1711 ·  1712 ·  1713 ·  1714 ·  1715 ·  1716 ·  1717 ·  1718 ·  1719 ·  1720 ·  1721 ·  1722 ·  1723 ·  1724 ·  1725 ·  1726 ·  1727 ·  1728 ·  1729 ·  1730 ·  1731 ·  1732 ·  1733 ·  1734 ·  1735 ·  1736 ·  1737 ·  1738